# Miss Charleston
Miss Charleston (Sandy) è un film muto del 1926 diretto da Harry Beaumont. La sceneggiatura di Eve Unsell si basa sull'omonimo romanzo di Elenore Meherin pubblicato a New York nel 1926. Prodotto e distribuito dalla Fox Film Corporation, il film aveva come interpreti Madge Bellamy, Leslie Fenton, Harrison Ford, Gloria Hope.

## Trama
Sandy McNeil comincia ad assumere degli atteggiamenti molto moderni, frequentando ambienti non convenzionali, tipici della gioventù dell'età del jazz. Ma, dopo essere stata coinvolta in un incidente automobilistico che la pone in una situazione compromettente, si arrende a malincuore al volere del padre che le fa sposare un ricco pretendente. Il marito, però, si rivela un uomo crudele che arriva addirittura a provocare la morte del loro bambino. Sandy lo lascia. Incontra poi Ramon, un architetto di cui si invaghisce. Quando però ritorna la sua ex amante, lei cerca rifugio presso sua cugina Judith. Lì, Sandy si innamora di Douglas, il fidanzato di Judith. Ramon le chiede di tornare indietro ma lei, ormai presa dal nuovo amore, si rifiuta di farlo. Respinto, l'uomo reagisce con la violenza, prima sparando a Sandy e poi uccidendosi. Per evitare che Sandy venga accusata, Douglas si prende la colpa di quella morte, venendo accusato di omicidio. Per salvarlo, Sandy trova la forza di alzarsi dal letto per andare in tribunale a confessare la verità. Douglas viene scagionato e Sandy, ormai senza forze, si arrende alla morte dopo avere restituito Douglas alla sua Judith.

## Produzione
Il film fu prodotto dalla Fox Film Corporation.

## Distribuzione
Il copyright del film, richiesto da William Fox, fu registrato il 31 marzo 1926 con il numero LP22556.
Distribuito dalla Fox Film Corporation e presentato da William Fox, il film uscì nelle sale cinematografiche statunitensi l'11 aprile 1926. A Londra, venne presentato il 15 aprile 1926, distribuito nel resto del Regno Unito l'11 ottobre 1925. In Spagna, distribuito con il titolo originale Sandy, uscì a Madrid il 17 febbraio 1917. In Francia, fu distribuito con il titolo Fille d'Aphrodite, in Austria con quello di New Yorker Mädel von heute. In Italia, fu distribuito dalla Fox nel 1927 con il visto di censura numero 23620.
Copia completa della pellicola si trova conservata negli archivi della Museum Of Modern Art di New York.